# قلعه باستانی اسپهبدان
بقایای قلعه باستانی اسپهبدان مربوط به دوره اسماعیلیان است و در شهرستان رودبار، بخش خورگام، روستای اسپهبدان واقع شده و این اثر در تاریخ ۲۲ مرداد ۱۳۸۴ با شمارهٔ ثبت ۱۳۲۱۷ به‌عنوان یکی از آثار ملی ایران به ثبت رسیده‌است.